# Lepidoteuthis
Lepidoteuthis is een geslacht van inktvissen uit de familie van de Lepidoteuthidae.

## Soort
- Lepidoteuthis grimaldii Joubin, 1895